# Rattus blangorum
Rattus blangorum är en gnagare i familjen råttdjur som förekommer på Sumatra. Den listades en tid som synonym till Rattus tiomanicus. Nyare taxonomiska avhandlingar godkänner Rattus blangorum som art på grund av flera morfologiska avvikelser men vissa tvivel kvarstår.
Denna råtta är bara känd från två individer som hittades vid berget Gunung Leuser på Sumatra. De upptäcktes vid 1097 meter över havet. Området var täckt av skog.
Arten är mindre än Rattus tiomanicus. Vuxna exemplar når en kroppslängd (huvud och bål) av 14 till 15 cm, en svanslängd av 16 till 17,5 cm och vikt av 74 till 91 g. De har cirka 3,2 cm långa bakfötter och 1,6 till 1,8 cm långa öron. Den långa och mjuka pälsen har på ovansidan en gulbrun till orangebrun färg och undersidan är täckt av krämfärgad till ljusgrå päls. Typiskt är en ockra strimma över bröstet. Den långa svansen har en svartbrun färg och på fötternas ovansida förekommer silvervita hår.
I närheten av fyndplatsen finns en nationalpark. IUCN listar arten med kunskapsbrist (DD).